# Juan Carlos Espinoza Mercado
Juan Carlos Espinoza Mercado (Machala, Provincia de El Oro, 23 de julio de 1987) es un futbolista ecuatoriano conocido por suplantar su identidad para jugar en el fútbol peruano bajo el nombre de Max Barrios Prado. Juega de defensa central. El 22 de enero del 2013 salió a la luz una denuncia del asambleísta ecuatoriano Rolando Panchana diciendo que habría suplantado su identidad y que se llamaría Juan Carlos Espinoza Mercado y que tendría 25 años. Al parecer jugó en Liga de Loja en el 2010 ya que Jonny Uchuari lo reconoció en el partido en el que Perú cayó 2-1 ante Ecuador por el Campeonato Sudamericano de Fútbol Sub-20 de 2013. Actualmente se encuentra sin equipo.

## Trayectoria
Barrios es supuestamente hijo del exfutbolista Ángel Barrios. Comenzó su carrera en las divisiones menores de Juan Aurich y en el año 2012 fue ascendido al primer equipo. Debutó en el Campeonato Descentralizado 2012 ante la lesión de Luis Guadalupe y desde entonces acumuló doce partidos de manera oficial. El 18 de noviembre de 2012, anotó su primer tanto en la victoria del conjunto de Chiclayo ante Sport Boys, encuentro que culminó 2:1. También jugó 991 minutos en el Torneo de Promoción y Reserva de 2012 y fue el que más le sumó a la bolsa de minutos del Ciclón.
Actualmente, Juan Carlos Espinoza Mercado juega en Liga de Loja de Ecuador y ha jugado la Copa Sudamericana 2015.

## Selección nacional
Ha sido internacional con la selección de fútbol del Perú en la categoría sub-20, con la cual disputó el Campeonato Sudamericano de Fútbol Sub-20 de 2013, bajo el nombre de Max Barrios Prado. Jugó en tres partidos antes de que se informara que había utilizado documentación falsa que implicaba que el jugador tenía 17 años. El Registro Civil de Ecuador dio a conocer documentación que demuestra que el jugador tenía 25 años y estaba casado. Fue retirado de la competición.
Los rumores fueron denunciados inicialmente por alguien que aseguraba ser amigo de  Ángel 'Maradona' Barrios, el exjugador del Juventud La Palma de Huacho y aparente padre de 'Max Barrios'. La persona afirmó que Maradona le dijo que el jugador sub-20 era de "Colombia o Ecuador" y que 'Maradona' no es el padre del jugador.
Jaime Villavicencio, presidente de Liga de Loja confirmó que el jugador de la competición sub-20 es la misma persona que jugó en la Liga Deportiva Universitaria de Loja. El club peruano Juan Aurich ha pasado información a sus abogados ya que el jugador firmó un contrato con Juan Aurich utilizando documentación falsa.

## Clubes
| Club             | País      | Año       |
| ---------------- | --------- | --------- |
| Liga de Loja     | Ecuador   | 2004-2011 |
| Deportivo Cuenca | Ecuador   | 2006      |
| Juan Aurich      | Perú      | 2012-2013 |
| Deportivo Italia | Venezuela | 2014      |
| Liga de Loja     | Ecuador   | 2015-2016 |
| Audaz Octubrino  | Ecuador   | 2016-2017 |
| CD Macará        | Ecuador   | 2017      |
| Liga de Loja     | Ecuador   | 2018      |